# 石头街麻花
石头街麻花，又称品香斋麻花，以蛋黄麻花为代表，是江西南昌的著名小吃。其历史可以追溯到清朝乾隆年间石头街一家名為品香斋的麻花店，虽然其经营范围早不限于石头街，至今日仍然被人们惯称为石头街麻花。